# 円徳寺 (淡路市)
円徳寺（えんとくじ、圓徳寺）は、兵庫県淡路市岩屋（旧・津名郡淡路町岩屋）にある浄土真宗本願寺派の寺院。山号は巖松山。

## 歴史
元和5年（1619年）、当地の篤信者が浄安を招き創建したと伝えられる。
江戸時代の円徳寺には寺子屋が設置されていた。明治時代初期には石屋学校（岩屋学校）や村役場が置かれていた。
1953年（昭和28年）2月28日、宗教法人圓徳寺として成立。本願寺派の兵庫教区淡路組に属している。

## 交通アクセス
- 淡路ジェノバライン 岩屋港より徒歩5分
- 神戸淡路鳴門自動車道 淡路IC（インターチェンジ）より車で5分。